# Truist Stadium
Pour les articles homonymes, voir BB&T Ballpark.
Le Truist Stadium, anciennement BB&T Ballpark, est un stade de baseball, d'une capacité de 5500 places, situé à Winston-Salem, ville de Caroline du Nord, aux États-Unis.
Il est le domicile du Dash de Winston-Salem, club professionnel de baseball mineur évoluant en Ligue de Caroline.

## Historique
Le BB&T Ballpark a été construit afin de remplacer le Ernie Shore Field, domicile du Dash de Winston-Salem construit en 1956. Il a été conçu par les cabinets d'architecte 360 Architecture (en) et CJMW Architecture. Le montant de sa construction est de 38 millions de dollars USD. 